# Vik din egen krona, bli din egen kung
Vik din egen krona, bli din egen kung är det skånska reggaebandet Kung Kodums andra musikalbum som släpptes 2005. Förutom Kung Kodum själva medverkar även Ivan "General Knas" Olausson-Klatil och Carl-Martin "Sture Allén d.y" Vikingsson från Svenska Akademien på låten "Vrid-opp-tempot" och Frida Lindhardt på "Ingen man, ingen lag".

## Låtlista
1. "Rebell mot dej själv" - 4:00
2. "Ingen man, ingen lag" - 5:31
3. "En gnista och krut" - 3:50
4. "Vatten på deras kvarn" - 3:59
5. "Huset i ett hål" - 5:08
6. "Det jag inte vågar säja dej" - 3:41
7. "20 på en 100-sträcka" - 2:23
8. "110 på en 20 sträcka (med dubbar)" - 2:31
9. "Vrid-opp-tempot" - 4:48
10. "I rätt sammanhang, i rättssammanhang" - 3:34
11. "Låg kommer att bli hög" - 3:47
12. "Konkarongen" - 5:30